# Брохольм, Исак
Исак Карл Аксель Йонг Кун Брохольм (швед. Isak Carl Axel Yong Kun Bråholm; род. 24 сентября 2000) — шведский футболист, полузащитник «Сириуса».

## Клубная карьера
Футболом начал заниматься в клубе «Уник», а затем в «Суннерсте». В двенадцатилетнем возрасте попал в «Сириус», где прошёл путь от юношеской команды до взрослой. 29 мая 2017 года впервые попал в заявку на официальный матч в рамках Алльсвенскана с «Эребру». Первую игру за основную команду провёл 21 августа 2018 года в матче второго раунда кубка Швеции со «Стрёмсбергом», появившись на поле на 77-й минуте вместо Юнаса Линдберга. 10 мая 2019 состоялся дебют Брохольма в чемпионате Швеции во встрече с «Хаммарбю», выйдя на замену в конце второго тайма. В октябре подписал с клубом первый профессиональный контракт, рассчитанный на три года.
В конце июня 2020 года отправился в аренду в «Лулео», выступающий в первом шведском дивизионе. 5 июля сыграл свою первую игру за команду в матче с «Карлстадом», войдя в игру на последних минутах второго тайма. 4 октября забил мяч в ворота «Нючёпинга», поучаствовав в разгроме соперника со счётом 4:0. В общей сложности за время аренды Брохольм принял участие в 21 встрече, в которых забил два мяча.
11 марта 2021 года на правах аренды до конца сезона перешёл в «Сандвикен». Дебютировал в составе команды 3 апреля в гостевой встрече с «Сильвией».

## Карьера в сборной
Выступал за юношескую сборную Швеции на товарищеском турнире четырёх стран в апреле 2016 года. Первую игру в её составе провёл 19 апреля против Дании, начав игру в стартовом составе.

## Клубная статистика
| Выступление      | Выступление      | Выступление      | Лига | Лига | Кубки | Кубки | Конт. кубки | Конт. кубки | Итого | Итого |
| Клуб             | Лига             | Сезон            | Игры | Голы | Игры  | Голы  | Игры        | Голы        | Игры  | Голы  |
| ---------------- | ---------------- | ---------------- | ---- | ---- | ----- | ----- | ----------- | ----------- | ----- | ----- |
| Сириус           | Алльсвенскан     | 2018             | 0    | 0    | 1     | 0     | 0           | 0           | 1     | 0     |
| Сириус           | Алльсвенскан     | 2019             | 7    | 0    | 1     | 0     | 0           | 0           | 8     | 0     |
| Сириус           | Алльсвенскан     | 2020             | 2    | 0    | 3     | 0     | 0           | 0           | 5     | 0     |
| Сириус           | Итого            | Итого            | 9    | 0    | 5     | 0     | 0           | 0           | 14    | 0     |
| → Лулео          | Дивизион 1       | 2020             | 21   | 2    | 0     | 0     | 0           | 0           | 21    | 2     |
| → Лулео          | Итого            | Итого            | 21   | 2    | 0     | 0     | 0           | 0           | 21    | 2     |
| → Сандвикен      | Дивизион 1       | 2020             | 27   | 1    | 2     | 1     | 0           | 0           | 29    | 2     |
| → Сандвикен      | Итого            | Итого            | 27   | 1    | 2     | 1     | 0           | 0           | 29    | 2     |
| Всего за карьеру | Всего за карьеру | Всего за карьеру | 57   | 3    | 7     | 1     | 0           | 0           | 64    | 4     |